# Signal Hill
Signal Hill, fundada en 1924, es una ciudad ubicada en el condado de Los Ángeles en el estado estadounidense de California. En el año 2000 tenía una población de 63,428 habitantes y una densidad poblacional de 2,952.0 personas por km².

## Geografía
Signal Hill se encuentra ubicada en las coordenadas 33°48′N 118°10′O / 33.800, -118.167. Según la Oficina del Censo, la ciudad tiene un área total de 5,8 km² (2,2 mi²), de la cual 5,8 km² (2,2 mi²) es tierra y 0 km² (0 mi²) (0%) es agua.

### Localidades adyacentes
El siguiente diagrama muestra a las localidades en un radio de 16 kilómetros (9,9 mi) de Signal Hill. 

## Demografía
Según la Oficina del Censo en 2007 los ingresos medios por hogar en la localidad eran de $48,938, y los ingresos medios por familia eran $46,439. Los hombres tenían unos ingresos medios de $41,487 frente a los $36,460 para las mujeres. La renta per cápita para la localidad era de $24,399. Alrededor del 17.2% de la población estaban por debajo del umbral de pobreza.